# Juicio a los líderes del proceso independentista catalán
El juicio a los líderes del proceso independentista catalán, legalmente llamado Causa Especial 20907/2017 y popularmente conocido como el juicio del procés, fue un proceso judicial en el que dichos funcionarios fueron acusados de los delitos de rebelión, sedición, usurpación de funciones públicas, desobediencia y malversación de fondos públicos y cuya fase de juicio oral se celebró durante los primeros meses de 2019 en el Tribunal Supremo de España. El tribunal estaba compuesto por siete magistrados y presidido por Manuel Marchena.
Anteriormente, el juez Pablo Llarena coordinó una instrucción entre octubre de 2017 y julio de 2018, a raíz de la cual se abrió acusación a 18 personas, incluyendo la práctica totalidad del gobierno de Cataluña presidido en 2016-2017 por Carles Puigdemont, así como a los líderes sociales Jordi Sànchez y Jordi Cuixart, a la presidenta del Parlamento Carme Forcadell y a varios miembros de la Mesa del Parlamento de Cataluña. Varios procesados se encontraron en situación de prisión preventiva sin fianza.
Durante la vista previa, y a petición de las defensas de los acusados, el tribunal decidió devolver la causa al Tribunal Superior de Justicia de Cataluña en los casos de acusados exclusivamente de desobediencia. Estos acusados son Lluís Corominas, Lluís Guinó, Anna Simó, Ramona Barrufet, Joan Josep Nuet y Mireia Boya.
En paralelo, y en el sumario 7/2018 de la Audiencia Nacional, también se imputó a la cúpula del Cuerpo de Mozos de Escuadra, si bien en octubre de 2020 fueron absueltos de todos los cargos por los sucesos del 20 y 21 de septiembre del 2017 y el referéndum soberanista del 1 de octubre del mismo año.
La Fiscalía Provincial de Barcelona presentó querella contra los cinco miembros de la Sindicatura Electoral que tenía que auditar el referéndum de independencia de Cataluña de 2017. La acusación fue por los delitos de usurpación de funciones públicas, desobediencia y malversación de fondos públicos.
El lunes 14 de octubre de 2019 se dio a conocer la sentencia firme, en la que se condenó a penas de 9 hasta a 13 años de prisión a los enjuiciados por delitos de sedición, malversación de caudales públicos y desobediencia.
El 22 de abril de 2021 el Tribunal Constitucional desestimó (por 7 votos contra 2) el recurso presentado contra la condena por sedición, lo que abrió la puerta a que los condenados pudieran presentar un recurso ante el Tribunal Europeo de Derechos Humanos de Estrasburgo.
El 22 de junio de 2021 el Gobierno de coalición PSOE-Unidas Podemos presidido por Pedro Sánchez indultó a todos los condenados. Los nueve que estaban en prisión salieron de la cárcel al día siguiente.

## Contexto
Se conoce como proceso independentista catalán al conjunto de acontecimientos y transformaciones hacia la autodeterminación y la independencia de Cataluña que han marcado el debate social y político catalán desde aproximadamente junio de 2010 y hasta hoy.
Uno de los orígenes de este proceso hay que buscarlo en el aumento del peso del movimiento independentista catalán surgido como reacción a sentencia 31/2010 del Tribunal Constitucional de España, en la cual este órgano no judicial recortó el Estatuto de Autonomía de Cataluña de 2006 en base a un recurso presentado por el Partido Popular. Otros orígenes fueron la crisis económica de 2008 y la corrupción (Caso 3% o el saqueo del Palau) del partido que había gobernado Cataluña (CiU, hoy disuelta) como un motivo detonante del inicio del proceso soberanista.  Posteriormente, el proceso ha sido propulsado mediante varias movilizaciones independentistas, muchas de ellas coincidiendo anualmente con la Fiesta Nacional de Cataluña, las cuales han puesto la independencia de Cataluña en el centro del debate sociopolítico y, además, han cambiado el mapa electoral.
El 9 de noviembre de 2014 se celebró el llamado "Proceso participativo sobre el futuro político de Cataluña de 2014", el 2015 unas elecciones llamadas plebiscitarias por las fuerzas independentistas (aunque esa denominación no fue aceptada por los restantes partidos políticos) que finalmente permitieron formar un gobierno independentista. 
Posteriormente, el Parlamento de Cataluña aprobó la Ley del referéndum de autodeterminación de Cataluña y la Ley de transitoriedad jurídica y fundacional de la República en septiembre del 2017, siendo declaradas ilegales por el Tribunal Constitucional Español y el 1 de octubre del mismo año se celebró un Referéndum sobre la independencia de Cataluña sin ninguna garantía legal, y que previamente fue considerado ilegal por el sistema judicial. El referéndum se convocó en lo que se definió por un choque de legalidades vigentes, según los independentistas catalanes, y en medio de ilegalidades, según la legislación constitucional y los partidos no independentistas. Más de dos millones de personas votaron,  sin ninguna de las garantías que ofrece un proceso legal, y se produjeron escenas de violencia física por parte de los cuerpos y fuerzas de seguridad del Estado. También hubo episodios de violencia causados por la resistencia de los ciudadanos, que acabaron incluso con la detención de algunos de ellos. Posteriormente algunos de los impulsores acabaron en prisión preventiva sin fianza acusados de delitos de rebelión, sedición, malversación y desobediencia. Otros optaron por fugarse al extranjero, siendo considerados como fugitivos o exiliados.

## Acusación
La acusación está formada por la Fiscalía del Estado, la Abogacía del Estado y, como acusación popular, el partido de Vox. Según el código penal español, acusan a los procesados de delitos de rebelión, malversación y desobediencia. 
- Fiscal general del Estado. Los fiscales de la Sala de lo Penal del Supremo que redactaron el escrito de acusación fueron Javier Zaragoza, Fidel Cadena, Consuelo Madrigal y Jaime Moreno, manteniendo la querella por rebelión presentada por José Manuel Maza, exfiscal general del Estado, el 2017 y la instrucción del juez Pablo Llarena. Según el texto argumental de la fiscalía, «el plan secesionista incluía la utilización de todos los medios que hicieran falta para conseguir su objetivo, incluida –con la certeza que el Estado no aceptaría la situación– la violencia necesaria para asegurar el resultado criminal pretenso, valiéndose de la fuerza intimidatoria que representaban, por un lado, la actuación tumultuaria desplegada con las grandes movilizaciones ciudadanas instigadas y promovidas por ellos, y, por otra, el uso de los Mozos de Escuadra como cuerpo policial armado e integrado por unos 17 000 efectivos aproximadamente, que acatarían exclusivamente sus instrucciones –como sucedió– y que, llegado el caso, podían proteger coactivamente sus objetivos criminales, sustrayendo así el cumplimiento de la genuina función de guardar y preservar la orden constitucional».[30] No se tuvo en cuenta que el delito de rebelión fueran descartados en Alemania y Bélgica en relación con la petición de extradición de Puigdemont y el resto de fugados. Tampoco influyó el cambio de color político de la Moncloa.

- Abogacía del Estado: La abogacía del Estado se presentó a la causa en marzo de 2018. Según su texto presentado, los consejeros Junqueras, Forns, Turull, Romeva, Rull y Bassa tienen que recibir un castigo más grave por su estatus de autoridad, como responsables de haber inducido, sostenido y dirigido la sedición desde su condición de miembros del Gobierno. Al resto se los acusa de haber ejecutado el referéndum usando recursos públicos y de desobediencia «por haber ignorado sistemáticamente los acuerdos del Tribunal Constitucional». A los jordis los acusa de haber inducido, sostenido y dirigido un delito de sedición en diciembre de 2018 la directora de servicio jurídico del estado, Consuelo Castro, que sustituyó Edmundo Bal por Rosa Maria Seoane, que en aquel momento era secretaria general de Adif, como representante por la causa del proceso.[31][32]

- Vox: El partido político fue admitido como acusación popular en noviembre de 2017 por la magistrada María Eugenia Alegret, con tal que pagaran una fianza de 20 000 euros y que cumplieran el artículo 301 de la Ley de enjuiciamiento criminal —que recoge que «las diligencias del sumario serán reservadas y no tendrán carácter público hasta que se abra el juicio oral»— «con la advertencia de desobediencia a la autoridad judicial».[33] Según Vox se promovió una consulta popular «vinculante» que suponía «un claro intento de subvertir el orden constitucional», para «desintegrar la unidad territorial del Estado», por el que entienden los hechos acontecidos como un «ataque subversivo contra la orden constitucional vigente», como una estrategia golpista para celebrar un «referéndum ilegal» el 1-O. La defensa de Jordi Cuixart presentó un recurso al Supremo, en que pedía que se expulsara el partido de extrema derecha del procedimiento y no pudiera participar en el juicio.[34] El Supremo, a pesar de criticar «el riesgo de trasladar al proceso penal la disputa política», acabó desestimando el recurso.[35] Las caras de Vox a la causa del proceso son Javier Ortega Smith,[36] abogado y secretario general del partido, y Pedro Fernández, vicesecretario jurídico del partido.[37]

Por otro lado, Carles Puigdemont, Toni Comín, Meritxell Serret, Clara Ponsatí, Lluís Puig, Marta Rovira y Anna Gabriel no serán juzgados en este juicio, al huir de la justicia española y encontrarse fuera de territorio español. Esto hizo que Oriol Junqueras apareciese en el escrito de acusación de los fiscales como ‘promotor’ y ‘ningún principal’ de los hechos del 1-O.

## Acusados
Un total de 18 personas fueron juzgadas en el marco de esta causa. Primeramente se listan aquí los juzgados por el Tribunal Supremo por orden alfabético de apellido, indicando la acusación y la pena pedida:
| Nombre                 | Foto | Acusación Fiscalía           | Pena pedida Fiscalía | Acusación Abogacía      | Pena pedida abogacía | Acusación Vox                                                                                | Pena pedida Vox | Abogado/da defensa                                                        |
| ---------------------- | ---- | ---------------------------- | --- | ----------------------- | --- | -------------------------------------------------------------------------------------------- | --- | ------------------------------------------------------------------------- |
| Dolors Bassa           |      | rebelión y malversación      | 16 años de prisión y de inhabilitación absoluta                                                                                                   | sedición y malversación | 11 años y 6 meses de prisión y de inhabilitación absoluta                                                                                         | rebelión, organización criminal y malversación                                               | 74 años | Mariano Bergés                                                            |
| Meritxell Borràs       |      | desobediencia y malversación | 7 años de prisión y 16 de inhabilitación absoluta. Multa de 10 meses con 100 € de cuota diaria.                                                   | sedición y malversación | 7 años de prisión y 10 de inhabilitación absoluta. Multa de 10 meses con 100 € de cuota diaria.                                                   | organización criminal, desobediencia y malversación                                          | 24 años de prisión y multa de 108 000 euros e inhabilitación especial para ocupación o cargo público durante dos años |                                                                           |
| Jordi Cuixart          |      | rebelión y malversación      | 17 años de prisión y de inhabilitación absoluta                                                                                                   | sedición                | 8 años de prisión y de inhabilitación absoluta | dos delitos de rebelión o dos de sedición, y organización criminal.                          | 52 años | Marina Roig. También forma parte del equipo de la defensa Benet Salellas. |
| Carme Forcadell        |      | rebelión                     | 17 años de prisión y de inhabilitación absoluta                                                                                                   | sedición y malversación | 10 años de prisión y de inhabilitación absoluta                                                                                                   | dos delitos de rebelión o dos de sedición, organización criminal y desobediencia continuada. | 52 años, multa de 108 000 euros y e inhabilitación especial para cargo público durante dos años                       | Olga Arderiu y Ripoll y Josep Orilla                                      |
| Joaquim Forn           |      | rebelión y malversación      | 16 años de prisión y de inhabilitación absoluta                                                                                                   | sedición y malversación | 11 años y 6 meses de prisión y de inhabilitación absoluta                                                                                         | rebelión, organización criminal y malversación                                               | 74 años | Javier Melero                                                             |
| Oriol Junqueras        |      | rebelión y malversación      | 25 años de prisión y de inhabilitación absoluta                                                                                                   | sedición y malversación | 12 años de prisión y de inhabilitación absoluta                                                                                                   | rebelión, organización criminal y malversación                                               | 74 años | Andreu Van Den Eynde                                                      |
| Carles Mundó           |      | desobediencia y malversación | 7 años de prisión y 16 de inhabilitación absoluta, multa de 10 meses con cuota diaria de 100 €                                                    | sedición y malversación | 7 años meses de prisión y 10 de inhabilitación absoluta y multa de 10 meses con cuota diaria de 100 €                                             | organización criminal, desobediencia y malversación                                          | 24 años de prisión y multa de 108 000 euros e inhabilitación especial para ocupación o cargo público durante dos años | Olga Arderiu y Ripoll y Josep Orilla                                      |
| Raül Romeva            |      | rebelión y malversación      | 16 años de prisión y de inhabilitación absoluta                                                                                                   | sedición y malversación | 11 años y 6 meses de prisión y de inhabilitación absoluta                                                                                         | rebelión, organización criminal y malversación                                               | 74 años | Andreu Van Den Eynde                                                      |
| Josep Rull             |      | rebelión y malversación      | 16 años de prisión y de inhabilitación absoluta                                                                                                   | sedición y malversación | 11 años y 6 meses de prisión y de inhabilitación absoluta                                                                                         | rebelión, organización criminal y malversación                                               | 74 años | Jordi Pina y Francesc Homs                                                |
| Jordi Sànchez Picanyol |      | rebelión y malversación      | 17 años de prisión y de inhabilitación absoluta                                                                                                   | sedición                | 8 años de prisión y de inhabilitación absoluta | dos delitos de rebelión o dos de sedición, y organización criminal.                          | 52 años | Jordi Pina                                                                |
| Jordi Turull           |      | rebelión y malversación      | 16 años de prisión y de inhabilitación absoluta                                                                                                   | sedición y malversación | 11 años y 6 meses de prisión y de inhabilitación absoluta                                                                                         | rebelión, organización criminal y malversación                                               | 74 años | Jordi Pina                                                                |
| Santi Vila             |      | desobediencia y malversación | 7 años de prisión y 16 de inhabilitación absoluta y multa de 10 meses con cuota diaria de 100 € e inhabilitación especial durante 1 año y 8 meses | malversación            | 7 años de prisión y 10 de inhabilitación absoluta y multa de 10 meses con cuota diaria de 100 € e inhabilitación especial durante 1 año y 8 meses | organización criminal, desobediencia y malversación                                          | 24 años de prisión y multa de 108 000 euros e inhabilitación especial para ocupación o cargo público durante dos años | Joan Segarra                                                              |

### Tribunal Superior de Justicia de Cataluña
Los siguientes seis acusados fueron acusados dentro de la instrucción del Tribunal Supremo, pero finalmente este tribunal decidió enviar su causa al Tribunal Superior de Justicia de Cataluña:
| Nombre              | Foto | Acusación Fiscalía | Pena pedida Fiscalía                                                                          | Acusación Abogacía  | Pena pedida abogacía                                                                          | Acusación Vox                         | Pena pedida Vox                                                                                  | Abogado/da defensa                           |
| ------------------- | ---- | ------------------ | --------------------------------------------------------------------------------------------- | ------------------- | --------------------------------------------------------------------------------------------- | ------------------------------------- | ------------------------------------------------------------------------------------------------ | -------------------------------------------- |
| Ramona Barrufet     |      | desobediencia      | multa de 10 meses con cuota diaria de 100 € e inhabilitación especial durante 1 año y 8 meses | desobediencia grave | multa de 10 meses con cuota diaria de 100 € e inhabilitación especial durante 1 año y 8 meses | organización criminal y desobediencia | 12 años, 108 000 euros de multa e inhabilitación para ocupación o cargo público durante dos años | Judith Gené                                  |
| Mireia Boya Busquet |      | desobediencia      | multa de 10 meses con cuota diaria de 100 € e inhabilitación especial durante 1 año y 8 meses | desobediencia grave | multa de 8 meses con cuota diaria de 100 € e inhabilitación especial durante 1 año y 4 meses  | organización criminal y desobediencia | 12 años, 108 000 euros de multa e inhabilitación para ocupación o cargo público durante dos años | Benet Salellas, Isabel Afonso y Carles López |
| Lluís Corominas     |      | desobediencia      | multa de 10 meses con cuota diaria de 100 € e inhabilitación especial durante 1 año y 4 meses | desobediencia grave | multa de 10 meses con cuota diaria de 100 € e inhabilitación especial durante 1 año y 8 meses | organización criminal y desobediencia | 12 años, 108 000 euros de multa e inhabilitación para ocupación o cargo público durante dos años |                                              |
| Lluís Guinó         |      | desobediencia      | multa de 10 meses con cuota diaria de 100 € e inhabilitación especial durante 1 año y 8 meses | desobediencia grave | multa de 10 meses con cuota diaria de 100 € e inhabilitación especial durante 1 año y 8 meses | organización criminal y desobediencia | 12 años, 108 000 euros de multa e inhabilitación para ocupación o cargo público durante dos años |                                              |
| Joan Josep Nuet     |      | desobediencia      | multa de 10 meses con cuota diaria de 100 € e inhabilitación especial durante 1 año y 8 meses | desobediencia grave | multa de 8 meses con cuota diaria de 100 € e inhabilitación especial durante 1 año y 4 meses  | organización criminal y desobediencia | 12 años, 108 000 euros de multa e inhabilitación para ocupación o cargo público durante dos años | Enrique Leiva                                |
| Anna Simó           |      | desobediencia      | multa de 10 meses con cuota diaria de 100 € e inhabilitación especial durante 1 año y 8 meses | desobediencia grave | multa de 10 meses con cuota diaria de 100 € e inhabilitación especial durante 1 año y 4 meses | organización criminal y desobediencia | 12 años, 108 000 euros de multa e inhabilitación para ocupación o cargo público durante dos años | Olga Arderiu, Raimon Tomàs y Josep Orilla    |

### Audiencia Nacional
A su vez, la Fiscalía de la Audiencia Nacional pidió penas de prisión para Trapero y el resto de cúpula de los mozos el 2017.
| Nombre                      | Foto | Acusación Fiscalía de la Audiencia Nacional | Pena pedida Fiscalía                                    |
| --------------------------- | ---- | ------------------------------------------- | ------------------------------------------------------- |
| Josep Lluís Trapero Álvarez |      | rebelión                                    | 11 años de prisión y de inhabilitación                  |
| Pere Soler                  |      | rebelión                                    | 11 años de prisión y de inhabilitación                  |
| César Puig i Casañas        |      | rebelión                                    | 11 años de prisión y de inhabilitación                  |
| Teresa Laplana              |      | sedición                                    | 4 años de prisión e inhabilitación absoluta de 11 años. |

La Fiscalía Provincial de Barcelona pidió penas de prisión por los miembros de la Sindicatura Electoral, acusados finalmente de desobediencia y usurpación de función pública.
| Nombre       | Foto | Acusación Fiscalía de la Audiencia Nacional   | Pena pedida Fiscalía                                                   |
| ------------ | ---- | --------------------------------------------- | ---------------------------------------------------------------------- |
| Jordi Matas  |      | desobediencia y usurpación de función pública | 2 años y 9 meses de prisión, 1 año de inhabilitación y multa de 5400 € |
| Marc Marsal  |      | desobediencia y usurpación de función pública | 2 años y 9 meses de prisión, 1 año de inhabilitación y multa de 5400 € |
| Tània Verge  |      | desobediencia y usurpación de función pública | 2 años y 9 meses de prisión, 1 año de inhabilitación y multa de 5400 € |
| Marta Alsina |      | desobediencia y usurpación de función pública | 2 años y 9 meses de prisión, 1 año de inhabilitación y multa de 5400 € |
| Josep Pagès  |      | desobediencia y usurpación de función pública | 2 años y 9 meses de prisión, 1 año de inhabilitación y multa de 5400 € |

## Tribunal
El tribunal está formado por siete magistrados de la Sala de lo Penal del Tribunal Supremo de España, presidido por Manuel Marchena:
- Manuel Marchena (presidente de Sala)
- Antonio de Moral García
- Luciano Varela
- Andrés Martínez Arrieta
- Juan Ramón Berdugo Gómez de la Torre
- Ana María Ferrer García
- Andrés Palomo del Arco

En septiembre de 2018, cinco de ellos fueron recusados (Manuel Marchena, Luciano Varela, Juan Ramón Berdugo, Andrés Martínez Arrieta y Antonio de Moral). Los primeros cuatro formaron parte de la sala de admisión que tramitó, el 31 de octubre de 2017, la querella presentada por el entonces fiscal general del Estado, José Manuel Maza. Uno de los argumentos de la recusación es el que, al admitir la querella, estos cuatro magistrados habrían asumido un punto de vista que afecta la apariencia de imparcialidad que se exige a todo miembro del tribunal. Finalmente, el Supremo desestimó la recusación y apoyó su imparcialidad para enjuiciar los hechos.

## Delitos
Los procesados han sido acusados de los siguientes delitos:
| Delito        | Artículo Código Penal español | Procesados | Causa      |
| ------------- | ----------------------------- | --- | ---------- |
| Rebelión      | artículo 472 y concordantes   | Oriol Junqueras, Joaquim Forn, Jordi Turull, Raül Romeva, Josep Rull, Dolors Bassa, Carme Forcadell, Jordi Sánchez y Jordi Cuixart                  | 20907/2017 |
| Malversación  | artículo 432 y concordantes   | Oriol Junqueras, Joaquim Forn, Jordi Turull, Raül Romeva, Josep Rull, Dolors Bassa, Meritxell Borràs, Carles Mundó y Santiago Vila                  | 20907/2017 |
| Desobediencia | artículo 410 y concordantes   | Lluís María Corominas, Lluís Guinó, Anna Isabel Simó, Ramona Barrufet, Joan Josep Nuet, Mireia Boya, Meritxell Borràs, Carles Mundó y Santiago Vila | 20907/2017 |

## Fase de instrucción
Pablo Llarena ha acontecido el magistrado del Tribunal Supremo instructor de la causa del proceso independentista catalán, asumiendo progresivamente varias causas:

### TSJC: Primeras querellas
Durante el mes de septiembre de 2017 se presentaron varias querellas relacionadas con el referéndum del 1 de octubre.
El 8 de septiembre de 2017 la Sala de Admisión de la Sala de lo civil y Penal del Tribunal Superior de Justicia de Cataluña (TSJC) admitió a trámite dos querellas presentadas por la Fiscalía Superior de Cataluña contra todos los miembros del Gobierno y cinco de los siete miembros de Mesa del Parlamento por la convocatoria del referéndum del 1-O. El magistrado Carlos Ramos decidió acumular cada una de las dos querellas a dos procedimientos ya abiertos por la admisión a trámite de la votación de las conclusiones de la comisión del proceso constituyente y de las resoluciones sobre el referéndum del debate de política general, el julio y el octubre del 2016, respectivamente. La instrucción de estos hechos ya estaba bastante avanzada por parte de la magistrada Maria Eugènia Alegret.
La otra querella iba dirigida contra todo el Consejo Ejecutivo, formado por el presidente de la Generalidad, Carles Puigdemont, el vicepresidente Junqueras y los once consejeros, también por los delitos de desobediencia, prevaricación y malversación de fondos públicos. En este caso, el magistrado José Francisco Valls actuó como poniente en la Sala de Admisión. Del mismo modo que el anterior, la querella se acumuló a la abierta el mes de junio por la magistrada Mercedes Armas contra la consejera de Gobernación, Meritxell Borràs, y la exsecretari general de Gobernación, Francesc Esteve, por la publicación de la licitación de la compra de urnas.
Días más tarde, el 23 de septiembre la Fiscalía de la Audiencia Nacional presentó una denuncia por delitos de sedición por las manifestaciones del 20 y 21 de septiembre donde mencionaba expresamente a los presidentes de ANC y Òmnium, Jordi Sànchez y Jordi Cuixart. La denuncia consideraba que en las calles de Barcelona se produjeron hechos constitutivos del delito de sedición.

### Audiencia Nacional: Carmen Lamela y prisión preventiva
El día 27 de septiembre de 2017 la jueza Carmen Lamela aceptó investigar la querella de la Fiscalía por los hechos ocurridos en Barcelona los días 19 y 20 de septiembre mientras se desarrollaban los registros y detenciones ordenados por Juan Antonio Ramírez Sunyer, titular del Juzgado de Instrucción número 13 de Barcelona, dentro de la Operación Anubis en Cataluña. La querella acusaba de un posible delito de sedición, castigado con hasta 15 años de prisión.
El 16 de octubre decretó prisión incondicional para Jordi Cuixart y Jordi Sànchez, presidentes de Òmnium Cultural y del ANC, respectivamente. Amnistía Internacional emitió un comunicado contra los cargos de sedición y contra la prisión provisional para constituir «restricciones excesivas de su derecho a la libertad de expresión» y de «reunión pacífica». La Fiscalía pedía también prisión preventiva para Josep Lluís Trapero —mayor de los Mozos— y por Teresa Laplana —intendente de los Mozos—, pero Lamela los dejó en libertad sin fianza, puesto que la acusación se circunscribía al acontecido los días 20 y 21 de septiembre.
El 2 de noviembre de 2017 se decreta prisión provisional sin fianza por los delitos de rebelión, sedición y malversación para Oriol Junqueras y otros consejeros del depuesto Gobierno que acudieron a la citación: Raül Romeva (de Exteriores), Dolors Bassa (de Trabajo), Carles Mundó (de Justicia), Jordi Turull (de Presidencia), Josep Rull (de Territorio), Meritxell Borràs (de Gobernación) y Joaquim Forn (de Interior). Decretó prisión provisional con fianza por los mismos delitos para Santi Vila (exconsejero de empresa). El 3 de noviembre emitió una Orden europea de detención y entrega para Puigdemont y el resto de consejeros fugados en Bruselas: Antoni Comín (de Salud), Lluís Puig (de Cultura), Meritxell Serret (de Agricultura) y Clara Ponsatí (de Educación). En la euroorden, Lamela marcó la casilla con el delito de corrupción, que da lugar a una entrega inmediata pero que no estaba entre las acusaciones de la Fiscalía -rebelió, sedición y malversación-. Voluntariamente, los cinco encausados se libraron a la justicia belga que, después de escuchar su declaración, no realizó la entrega inmediata: los dejó en libertad pero sin posibilidad de salir de Bélgica hasta que se resuelva la euroorden.
El 3 de noviembre, ante las actuaciones dictadas por Lamela y de manera excepcional, la asociación Jueces para la Democracia manifestó su preocupación por la interpretación extensiva del derecho penal y limitadora de la libertad personal. Este mismo día, se inició una recogida de firmas a la plataforma change.org para pedir la inhabilitación ante el Consejo General del Poder Judicial y el Tribunal Supremo. En 48 horas, la petición tenía más de 160 000 firmas.
El 10 de noviembre, más de un centenar de profesores de Derecho Penal de las universidades españolas hicieron un manifiesto en que se mostraban muy críticos con la Fiscalía y con Lamela, puesto que no creían que los hechos juzgados fueran constitutivos de delito de rebelión, ni tampoco de sedición, a pesar de que sí que decían que había delitos que tenían que ser investigados y sancionados. Paralelamente, la Audiencia Nacional seguía la instrucción con los miembros no aforados, portada por la jueza Carmen Lamela.

### Tribunal Supremo: Nuevas querellas
El 30 de octubre de 2017 el fiscal general del Estado José Manuel Maza presentó una nueva querella contra el expresidente de la Generalidad de Cataluña Carles Puigdemont y 13 consejeros de su Gobierno por rebelión, sedición y malversación, en referencia a la celebración del Referéndum de independencia de Cataluña del 1 de octubre del mismo año. Paralelamente, se seguía una instrucción contra los miembros aforados del Parlamento de Cataluña, llevada por el juez Pablo Llarena Conde al Tribunal Supremo.
El mismo día Fiscalía también presentó una querella contra los miembros de Mesa del Parlamento de Cataluña que habían votado la tramitación de la declaración de independencia: Carme Forcadell, Anna Simó, Lluís Corominas, Lluís Guinó, Ramona Barrufet y Joan Josep Nuet. La Sala de Admisiones del Tribunal Supremo se declaró competente y designó a Llarena como magistrado instructor. Llarena los citó a declarar los días 2 y 3 de noviembre en calidad de investigados, por los posibles delitos pedidos por la Fiscalía de rebelión, sedición y Malversación de caudales públicos. Quedaron todos en libertad bajo fianza, excepto Joan Josep Nuet, que quedó libre sin ningún tipo de medida por haber votado pero en contra.

### Tribunal Supremo: Pablo Llarena acumula la instrucción
El 24 de noviembre Pablo Llarena dictó un acto por el cual —después de solicitar informe a la jueza— acumulaba la instrucción: contra los miembros de la Asamblea Nacional Catalana Jordi Sànchez y de Òmnium Cultural Jordi Cuixart; contra los miembros del destituido Gobierno catalán: Oriol Junqueras (vicepresidente), Raül Romeva (consejero de Exteriores), Dolors Bassa (de Trabajo), Carles Mundó (de Justicia), Jordi Turull (de Presidencia), Josep Rull (de Territorio), Meritxell Borràs (de Gobernación) y Joaquim Forn (de Interior), todos ellos a la prisión; contra Santi Vila (exconsejero de empresa), en libertad bajo fianza; y contra Carles Puigdemont (presidente), Antoni Comín (consejero de Salud), Lluís Puig (de Cultura), Meritxel Serret (de Agricultura) y Clara Ponsatí (de Educación), que se habían fugado a Bélgica y estaban a la espera que la justicia belga resolviera la euroorden dictada por Lamela. Finalmente, Lamela mantendría únicamente la causa contra Josep Lluís Trapero —destituido mayor de los Mozos— y su intendente Teresa Laplana, acusados de sedición. Después de haber prestado declaración, el 4 de diciembre Llarena decretó libertad bajo fianza para seis de los miembros encarcelados del Gobierno catalán: Raül Romeva, Dolors Bassa, Carles Mundó, Jordi Turull, Josep Rull y Meritxell Borràs. El día siguiente, anuló la euroorden de Lamela por los problemas para la causa judicial si la justicia belga no la resolviera de forma afirmativa.

### Tribunal Supremo: Bulo acerca de la asignación de magistrado
prevaricación|url=http://www.poderjudicial.es/cgpj/es/Poder-Judicial/Sala-de-Prensa/Notas-de-prensa/El-Tribunal-Supremo-confirma-la-segunda-condena-a-diez-anos-inhabilitacion-al-juez-Fernando-Presencia-por-delito-de-prevaricacion Archivado el 16 de julio de 2022 en Wayback Machine. de noviembre de 2018|fechaacceso=14 de noviembre de 2019}}</ref> publicó un artículo en el periódico digital Diario 16 en el que aducía que los magistrados Pablo Llarena y Manuel Marchena habían manipulado el número de identificación de la causa y  modificado el turno de reparto de asuntos para así nombrar como instructor del proceso a Llarena. Alegaba en el artículo que el número identificativo de la causa debería haber sido el 3/2017 porque era la tercera «causa especial» registrada en el Tribunal Supremo en el año 2017 y que la adjudicación del número 20907/17 se «hizo como medio de ocultación para que resultara imposible, o muy difícil, comprobar luego el cumplimiento de las normas de reparto y asignación de ponencias por parte del órgano judicial», vulnerando así el Reglamento de Aspectos Accesorios de la Administración de Justicia.
Sin embargo, el Tribunal Supremo utiliza para las causas especiales un sistema particular de asignación de número de expediente que comienza con el número 20 001 para el primero registrado en cada año e incrementando ese número con los subsiguientes, por lo que al proceso contra los líderes independentistas le correspondió el número 20907/17 o 3/20907/17, que es como también aparece identificado en la sentencia.

### Comité estratégico
El 22 de diciembre de 2017, Llarena amplió la acusación a Artur Mas (expresidente de la Generalidat), Marta Rovira (número dos de ERC), Anna Gabriel (ex-portavoz de la CUP al Parlamento), Marta Pascal (coordinadora general del PDeCAT), Mireia Boya (expresidenta del grupo parlamentario de la CUP) y a Neus Lloveras (presidenta de la Asociación de Municipios por la Independencia). Los cinco formarían parte del Comité Estratégico del proceso, según el documento Enfocados confiscado por la Guardia Civil el 20 de septiembre de 2017 a Josep Maria Jové durante la operación Anubis, donde se daba cuenta de las reuniones para preparar el referéndum del 1 de octubre y, según Llarena, tuvieron una participación destacada en su desarrollo "aportando el apoyo político".

### Peticiones de libertad denegadas
Los días 4 y 10 de enero de 2018, declararon ante Llarena y solicitaron su salida los cuatro que seguían en la prisión preventiva: Oriol Junqueras, Joaquim Forn, Jordi Sànchez y Jordi Cuixart. Los tres primeros habían sido elegidos en las elecciones en el Parlamento de Cataluña del 21 de diciembre de 2017 y pidieron poder asistir a las reuniones del Parlamento de Cataluña. La acusación popular de Vox y la fiscalía se opusieron a la solicitud. Llarena dictó acto de denegación de libertad por el riesgo que hubiera "grave enfrentamiento ciudadano" "con ocasión del traslado" de unos presos que suscitan un "apoyo incondicional". Y propuso que fuera Mesa del Parlamento la que adaptara las normas porque los parlamentarios pudieran delegar su voto: "Se reconoce a estos la posibilidad de delegar su voto, teniendo que administrarse su ejercicio por Mesa del Parlamento". El 15 de enero, los letrados de los servicios jurídicos del Parlamento catalán emitieron un informe cuestionando la intromisión del juez y considerando que el reglamento de la cámara no contemplaba la delegación de voto en este caso. El 17 de enero de 2018 la Mesa de edad, en la formación de Mesa del Parlamento catalán, permitió el voto por delegación de los parlamentarios encarcelados.
Por otro lado, el 22 de enero de 2018, Puigdemont viajó desde Bélgica en Dinamarca. La Fiscalía pidió reactivar la Euroorden –solo para Dinamarca– para detenerlo y la acusación popular de Vox se manifestó contraria a su reactivación. Llarena no la reactivó. Según el acto, la 'jactancia' de Puigdemont con el viaje es una 'provocación' que buscaba la detención, forzando poder delegar su voto para conseguir la investidura como presidente de la Generalidad de Cataluña. Otros, como Javier Pérez Royo, creían que Llarena no reactivaba la euroorden por el peligro para la causa judicial si la justicia danesa no la resolviera de forma afirmativa.

### Declaración de independencia y dispositivos del referéndum
Llarena citó a declarar por el 1 de febrero de 2018 al coronel de la Guardia Civil Diego Pérez de Cobos, como máximo responsable de los cuerpos y fuerzas de seguridad para impedir el referéndum del 1-O, nombrado por el Ministerio del Interior después de asumir las competencias. Las acusaciones de la Fiscalía y Vox le interrogaron por la participación del mayor Josep Lluís Trapero. El testigo declaró que el dispositivo de los Mozos durante la jornada del referéndum estaba diseñado para no ser operativo y lo atribuyó a las órdenes de Trapero, por instrucciones del consejero de Interior Joaquim Forn. Por su parte, las defensas le interrogaron por incidentes como las 1060 asistencias sanitarias y la apertura expedientes. En opinión del testigo, "el cumplimiento de la ley está por encima de la convivencia ciudadana", muchas de las asistencias eran falsas y ningún agente había sido expedientado.
Citó a declarar a Mireia Boya el 14 de febrero de 2018. Después de afirmar que la declaración de independencia buscaba efectividad real pero que la causa judicial era política, salió sin ninguna medida cautelar. El 19 de febrero, declararon Marta Rovira y Marta Pascal. Ambas afirmaron que la declaración de independencia no tuvo efectos jurídicos. Rovira quedó en libertad bajo afianza de 60 000 euros y Pascal quedó en libertad sin medidas cautelares. El 20 de febrero declararon Artur Mas y Neus Lloveras. Mas afirmó que la declaración de independencia fue simbólica y que no existió ningún Comité Estratégico –así denominado por la Guardia Civil–, sino que eran reuniones para hablar de política. La fiscalía y la acusación popular de Vox habían solicitado libertad bajo afianza de 60 000 euros, pero no fue aceptada por el juez. Lloveras quedó en libertad sin medidas cautelares, puesto que no fueron solicitadas por las acusaciones. Anna Gabriel tenía que declarar el 21 de febrero pero, desde Suiza, comunicó el día anterior que no acudiría a la citación judicial para estar siendo procesada por su «actividad política» y porque en esta causa "no existe derecho en un juicio justo". Al no presentarse a la citación, el juez ordenó la detención de Anna Gabriel y Suiza anunció que rechazaría la extradición, si se pedía, al ser un asunto preponderantemente político.

### Ampliación de plazos y más encarcelamientos
El 2 de marzo de 2018, el juez decidió –con informe favorable de Fiscalía, Abogacía del Estado, Vox y la mayoría de investigados– ampliar seis meses el plazo de instrucción, hasta un máximo de 18 meses, debido a la complejidad de la causa y el número elevado de investigados.
El 5 de marzo de 2018, después de consultar con los partidos, el presidente del Parlamento de Cataluña Roger Torrent propuso a Jordi Sànchez, como candidato a presidente de la Generalidad y, el día siguiente, convocó el pleno de investidura por el 12 de marzo. Sànchez pidió permiso al juez para poder asistir al pleno y Torrent solicitó su libertad provisional. El 9 de marzo, la Fiscalía presentó escrito de oposición, argumentando que había riesgo de reiteración delictiva y Llarena denegó la libertad provisional de Sànchez. Después de la decisión de Llarena, Torrent anunció el aplazamiento del pleno de investidura y, el 12 de marzo, Sànchez recurrió al Tribunal Supremo, argumentando que la decisión de Llarena violaba la Constitución y el Estatuto.
El 23 de marzo Llarena volvió a enviar a la prisión el candidato a la presidencia de la Generalidad, Jordi Turull, así como la expresidenta del Parlamento Carme Forcadell y los consejeros Raül Romeva, Josep Rull y Dolors Bassa. También emitió órdenes de detención europea e internacional para casi todos los exiliados. A su vez, Marta Rovira no se presentó y se exilió fuera del país. A raíz de varias críticas e insultos a Llarena y su familia en Twitter, la Fiscalía Superior de Cataluña pidió a los Mozos de Escuadra protección para él y su familia.

### Liberación de Puigdemont
El 5 de abril, la Audiencia Territorial de Schleswig-Holstein consideró inadmisible la imputación de rebelión a Puigdemont en no existir violencia, pidió más datos en España en referencia a la malversación y dejó Puigdemont en libertad bajo fianza de 75 000 euros. El mismo 5 de abril, en Bruselas, Comín, Serret y Puig declararon ante la justicia belga, que los dejó en libertad sin medidas cautelares mientras decidía sobre la euroorden de Llarena. Pocos días después, el día 13 de abril, la Mesa del Parlamento de Cataluña acordó la presentación de una querella contra el juez Llarena, al considerar que su decisión de no permitir la libertad condicional a Jordi Sànchez constituía un posible delito de prevaricación.

### Cierre de la instrucción
El 9 de julio el juez Pablo Llarena dio por cerrada la instrucción. Con fecha 3 de agosto de 2018, el Ministerio Fiscal confirmó la interlocutoria de conclusión del sumario y la apertura del juicio oral por delitos y contra los procesados. El 6 de agosto la Abogacía del Estado y el 27 de agosto la acusación popular, ejercida por Vox, instaron la confirmación del acto de conclusión y la apertura del juicio oral. Las respectivas representaciones legales de los procesados van formalizado varios escritos donde expresaron su disconformidad con la interlocutoria de conclusión del sumario, así como en buena parte de las alegaciones se denunció la vulneración de derechos fundamentales, todas ellas posteriormente desestimadas y rechazadas por los magistrados.
El 25 de octubre de 2018 el Tribunal Supremo dictó dos interlocutorias, una de 59 páginas donde se confirmó la instrucción de Pablo Llarena y donde se rechazaron más de 300 diligencias presentadas por la defensa y la petición de sobreseimiento. El segundo documento abrió el juicio oral por el proceso soberanista para enviar al banquillo de los acusados los 18 procesados por rebelión, malversación y desobediencia. En las mismas interlocutorias decretaron sobreseimiento de la causa contra Neus Lloveras, Marta Pascal y Artur Mas.

## Juicio oral
Una vez Pablo Llarena, el juez de instrucción remitió las actuaciones al Juzgado penal, se dicta la apertura del juicio oral penal. En este momento todos los procesados adquieren la condición de acusados, y son informados de la posible responsabilidad penal derivada de sus acciones. Técnicamente el juicio oral se declaró abierto el 25 de octubre de 2018. El abogado general del estado y el ministerio fiscal dieron a conocer sus acusaciones el 2 de noviembre de 2018. Una vez conocidas las acusaciones, el presidente Quim Torra anunció que en ningún caso apoyarían a los presupuestos estatales.[cita requerida]
Se anunció que RTVE emitiría en directo todas las sesiones del juicio.

### Vista de cuestiones previas
El 18 de diciembre de 2018 se celebró una vista previa del juicio donde las defensas plantearon que el Tribunal Supremo no era competente para juzgar este caso y tenía que serlo el Tribunal Superior de Justicia de Cataluña. A este planteamiento se opusieron tanto la fiscalía como la abogacía del estado como la acusación particular.
Las defensas también plantearon la inexistencia de los delitos por los que se los acusaba, la vulneración de derechos, como el derecho al juez natural, la posibilidad de recurso a una segunda instancia o el de expresarse en catalán. También denunciaron la politización de la causa y del tribunal que iba a juzgar a sus clientes.
A raíz de estos planteamientos, el Tribunal Supremo decidió por unanimidad confirmar su competencia para juzgar el caso pero decidió enviar al Tribunal Superior de Justicia de Cataluña los acusados solo por el delito de malversación (Lluís María Corominas, Lluís Guinó, Anna Simó, Ramona Barrufet, Joan Josep Nuet y Mireia Boya).

### Interpelaciones
Las vistas orales se rigen por el principio de publicidad, por lo que a menudo aquellos ciudadanos que lo desean pueden acudir como público. En este caso, debido a la relevancia mediática del caso, se prevé que sea retransmitido por varios canales de comunicación.
Se prevé que el juicio oral penal se inicie con la lectura por parte del secretario tanto de los escritos de la acusación como de los de la defensa. Posteriormente, el juez tiene que interpelar, por orden, a los abogados de la acusación y de la defensa, y finalmente al fiscal. Es en este momento cuando los interpelados tienen que informar si hay algún motivo que pueda afectar la competencia del juicio. Una vez acabada la interpelación, se puede abrir un proceso de negociación. Si se llega a un acuerdo, el juez dictará sentencia, y sino, se iniciaría una segunda fase de la vista oral.

### Declaraciones de los acusados
Si no se llega a ningún acuerdo en la primera fase, se iniciará una nueva, con una declaración por parte de los acusados, a los cuales podrán preguntar, por orden, el juez, el abogado de la acusación, el Ministerio Fiscal y el abogado de la defensa. Concluidas las declaraciones, los acusados irán a la Sala de visitas, por sí son requeridos.

### Declaraciones de los testigos
Después de los acusados, llegará el turno de los testigos, que pueden ser propuestos tanto por el fiscal, la acusación particular, como por la defensa, y gritados a Sala por este orden.
A petición de las partes, el Tribunal Supremo aceptó como testigos el presidente de España en el momento del hechos, Mariano Rajoy, la vicepresidenta del Gobierno Soraya Sáenz de Santamaría y el entonces ministro de Hacienda Cristóbal Montoro. Aceptó también la declaración de la alcaldesa de Barcelona Ada Colau, el presidente del Parlamento durante el juicio, Roger Torrent y el lendakari Iñigo Urkullu.
También citó a declarar los otros miembros de la mesa, el letrado mayor y el secretario del Parlamento así como altos cargos del Ministerio de Interior de España, entre ellos Diego Pérez de los Cobos y José Antonio Nieto Ballesteros.[cita requerida]
También se aceptó la comparecencia de los diputados Gabriel Rufián y Joan Tardà, la ex coordinadora general del PDeCAT Marta Pascal, el entonces mayor de los Mozos de Escuadra, Josep Lluís Trapero, varios diputados al Parlamento de Cataluña en el momento de los hechos, y el delegado del Gobierno en el momento de los hechos, Enric Millo.[cita requerida]
Se citaron a declarar diversos los observadores internacionales del 1 de octubre, entre ellos los europarlamentarios Ana Gomes e Ivo Vajgl. También fueron citados miembros del colectivo En peu de Pau.[cita requerida]
El tribunal se negó a citar al entonces presidente de la Generalidad Carles Puigdemont, al rey de España Felipe VI ni al jefe de la casa real Jaime Alfonsín, al portavoz del PP al senado Ignacio Cosidó y al Síndico de Agravios (Síndic de Greuges) Rafael Ribó.[cita requerida]
Tampoco aceptó como testigos a intelectuales y expertos en derechos humanos como Noam Chomsky, Paul Preston o a los relatores de las Naciones Unidas David Kaye y Alfred Maurice de Zayas.[cita requerida]

### Intervención de los peritos
Una vez finalizadas las intervenciones de los testigos, se entrará en una fase más técnica, donde un grupo de peritos o expertos ratificarán o no las cuestiones planteadas, mediante la muestra de pruebas.

### Nuevo turno de intervenciones
Llegados a este punto, el juez pide a los abogados de la defensa y acusación si mantienen la calificación del delito y la pena inicialmente solicitada o, por el contrario, efectúan alguna modificación. En caso de no efectuarse ninguna modificación, el juez tiene que conceder un último turno de palabra al ministerio fiscal primero, seguido por el abogado de la acusación y el abogado de la defensa, en este orden. Cada uno de ellos defenderá su posición respectiva fundamentando su intervención. Finalmente, el acusado tendrá una última oportunidad para efectuar su última declaración. Podrá aceptar o rechazar y después de esto, el juicio oral penal quedará visto para sentencia.

### Desarrollo del juicio oral

#### Febrero
- Día 1, 12 de febrero: Comienza el juicio con las alegaciones de las defensas sobre las posibles violaciones de los derechos fundamentales de los acusados.[131][132][133][134]
- Día 2, 13 de febrero: Las acusaciones rebaten las alegaciones de las defensas.[135][136]
- Día 3, 14 de febrero: Son interrogados los dos primeros acusados. El exvicepresident Oriol Junqueras, que solo responde a las preguntas de su abogado defensor, afirma que no ha cometido ninguno de los delitos de los que se le acusa («se me acusa por mis ideas, no por mis hechos», dijo) y que se considera a sí mismo como un «preso político». Por su parte el esconsejero Joaquim Forn, que responde a la fiscalía y a la abogacía del Estado pero no a la acusación popular ejercida por Vox, defiende su actuación al frente de la Conselleria de Interior y reconoce que el referéndum del 1-O fue ilegal, aunque él lo apoyó.[137][138][139][140][141]
- Día 4, 19 de febrero: El esconsejero de Presidencia Jordi Turull responde a las preguntas de la fiscalía y de la abogacía del Estado. Declara que el gobierno de Cataluña tuvo que «ponderar» entre acatar las resoluciones de los tribunales o cumplir el mandato de la ciudadanía de celebrar el referéndum.[142][143] El esconsejero de Exteriores Raül Romeva solo responde a las preguntas de su abogado defensor y se define como "preso político". Afirma que la violencia que hubo el 1-O fue la de la Policía Nacional y la Guardia Civil.[144]
- Día 5, 20 de febrero: Declaran los esconsejeros Josep Rull, Dolors Bassa, Meritxell Borràs y Carles Mundó.[145][146][147][148]
- Día 6, 21 de febrero: El esconsejero Santi Vila explica que dimitió del Gobierno por estar en desacuerdo con la declaración unilateral de independencia que se iba a hacer al día siguiente.[149] El antiguo líder de la ANC Jordi Sánchez, por su parte, tras presentarse a sí mismo como «preso político» niega que hubiera habido violencia ni el 20-S ni el 1-O.[150]
- Día 7, 26 de febrero: El líder de Omnium Cultural Jordi Cuixart se define como «preso político» y proclama que su prioridad no es salir de la prisión sino «la resolución del conflicto político en Cataluña».[151] Por su parte la expresidenta del Parlamento Carme Forcadell defiende su actuación al frente de la institución alegando que preservó los derechos de los diputados frente a las resoluciones del Tribunal Constitucional.[152]
- Día 8, 27 de febrero: Declaran como testigos Joan Tardá, Artur Mas, Soraya Sáenz de Santamaría, Mariano Rajoy, Cristóbal Montoro, Marta Pascal y Núria de Gispert.[153][154][155][156] Antonio Baños y Eulàlia Reguant, de la CUP, se niegan a responder a las preguntas de la acusación popular de Vox y son multados por el tribunal dándoles un plazo de cinco días para que rectifiquen.[157]
- Día 9, 28 de febrero: Declaran como testigos Iñigo Urkullu, Gabriel Rufián, Albano Dante Fachín, Ernest Benach, Ada Colau, Juan Ignacio Zoido y Xavier Domènech.[158][159][160][161]

#### Marzo
- Día 10, 4 de marzo: Testifican el exsecretario de Estado de Seguridad José Antonio Nieto, el president del Parlamento Roger Torrent, los letrados del Parlamento Antoni Bayona y Xavier Muro y los exmiembros de la Mesa del Parlamento José María Espejo-Saavedra, de Ciudadanos, y David Pérez Ibáñez, del PSC.[162][163][164][165]
- Día 11, 5 de marzo: Declaran como testigos el exdelegado del Gobierno en Cataluña Enric Millo, la esconsejera de Presidencia Neus Munté, el exsecretario general técnico del Ministerio del Interior Juan Antonio Puigserver y el jefe del operativo policial del 1-O el coronel Diego Pérez de los Cobos.[166][167][168][169][170]
- Día 12, 6 de marzo: Continua la declaración del coronel Pérez de los Cobos. Después declaran la secretaria judicial que supervisó el registro de la Conselleria de Economía el 20-S (que pide que no se muestre su rostro y que al día siguiente presentará una querella por acoso en las redes sociales)[171] y varios informáticos, publicistas y directores de medios.[172][173][174][175]
- Día 13, 7 de marzo: Declaran los jefes de la Policía Nacional y de la Guardia Civil en Cataluña y el comisario de información de los Mozos de Escuadra.[176][177][178]
- Día 14, 11 de marzo: Responde a las defensas el comisario de información de los Mozos de Escuadra y a continuación declaran otro mando de los Mozos y tres responsables de Unipost.[179][180][181][182]
- Día 15, 12 de marzo: Por la mañana declaran varios empleados de empresas de paquetería e imprenta, cuyos servicios fueron supuestamente contratados por la Generalidad para la preparación del  referéndum del 1-O. Por la tarde un diseñador gráfico y un comercial de la imprenta Artiplan.[183][184]
- Día 16, 13 de marzo: Declaran dos altos cargos de la Generalidad. A uno de ellos el fiscal pide que se le investigue por falso testimonio a causa de las respuestas evasivas que estaba dando.[185][186]
- Día 17, 14 de marzo: Declara el mayor de los Mozos de Escuadra Josep Lluís Trapero.[187][188][189]
- Día 18, 19 de marzo: Declaran el exsubsecretario de Hacienda Félix Martínez Rico, tres guardias civiles que intervinieron en el operativo del 20-S y un mando del dispositivo del 1-O.[190][191][192]
- Día 19, 20 de marzo: Declaran varios guardias civiles que participaron en operaciones sobre los preparativos del referéndum del 1-O.[193][194]
- Día 20, 21 de marzo: Declaran varios guardias civiles que participaron en diversos operativos incluido el del 1-O.[195][196]
- Día 21, 25 de marzo: Declaran dos guardias civiles que participaron en el operativo del 20-S.[197][198]
- Día 22, 26 de marzo: Declara el teniente coronel de la Guardia Civil Daniel Baena, jefe de la investigación del 1-O.[199][200]
- Día 23, 27 de marzo: Declaran dos "observadores internacionales" del 1-O y un guardia civil y dos mozos de escuadra que intervinieron en un operativo del 20-S en Sabadell.[201][202]
- Día 24, 28 de marzo: Declaran diez guardias civiles y cuatro Mozos de Escuadra.[203]

#### Abril
- Día 25, 2 de abril: Declaran el comisario de información de la Jefatura Superior de Policía de Barcelona[204] y dos agentes de la Guardia Urbana de Badalona.[205] También declararon dos guardias civiles y un mozo d'esquadra.[206]
- Día 26, 3 de abril: Por la mañana declara el comisario Ferran López, "número dos" de los Mozos de Escuadra durante el procés.[207] Por la tarde declaran varios guardias civiles que relatan diversos incidentes.[208]
- Día 27, 4 de abril: Declaran un jefe de los Mozos de Escuadra y varios guardias civiles.[209][210][211]
- Día 28, 9 de abril: Declaran un comisario, guardias civiles y policías nacionales.[212][213]
- Día 29, 10 de abril: Declaran policías nacionales que intervinieron en el operativo del 1-O, Mozos de Escuadra y miembros de la Guardia Urbana de Badalona.[214][215]
- Día 30, 11 de abril: Declaran policías nacionales que intervinieron en el operativo del 1-O.[216]
- Día 31, 15 de abril: Declaran un mando de la guardia civil que investigó el 1-O[217] y dieciséis agentes de antidisturbios de la Policía Nacional.[218]
- Día 32, 16 de abril: Declaran veintidós agentes antidisturbios de la Policía Nacional.[219]
- Día 33, 17 de abril: Declaran agentes antidisturbios de la Policía Nacional que intervinieron en el 1-O.[220][221]
- Día 34, 23 de abril: Declaran tres exconsejeros que dejaron el Gobierno de Cataluña poco antes del 1-O: Jordi Jané (Interior), Meritxell Ruiz (Educación) y Jordi Baiget (Empresa). El vicepresidente Pere Aragonés rehusó declarar.[222]
- Día 35, 24 de abril: Declaran varios testigos propuestos por las defensas, entre ellos Neus Lloveras y el exdirector de los Mozos Albert Batlle.[223][224]
- Día 36, 25 de abril: Declaran varios testigos propuestos por las defensas, entre ellos David Fernàndez.[225][226]
- Día 37, 29 de abril: Declaran varios testigos propuestos por las defensas, entre ellos Isaac Peraire; los eurodiputados Ivo Vajgl y Ana Gomes; los observadores internacionales Andrej Hunko y Manon Massé; y Lluís Llach.[227][228]
- Día 38, 30 de abril: Declaran varios ciudadanos presentes en los colegios durante el 1-O, así como el director del CatSalut David Elvira.[229][230]

#### Mayo
- Día 39, 6 de mayo: Declaran entre otros varios mozos de escuadra, votantes en el 1-O y Xavier Trias.[231][232]
- Día 40, 7 de mayo: Declaran nuevos testigos de las defensas, entre ellos personas que participaron en la votación del 1-O.[233][234]
- Día 41, 8 de mayo: Declaran más votantes en el referéndum del 1-O.[235][236]
- Día 42, 9 de mayo: Declaran más votantes en el referéndum del 1-O.[237]
- Día 43, 13 de mayo: Declaran varios testigos propuestos por las defensas, entre otros la exdiputada de la CUP Mireia Boya y los altos cargos de la Generalidad Francesc Esteve y Mercè Corretja.[238] También han declarado los dirigentes de UGT Camil Ros y Josep Maria Álvarez y el teniente de alcalde de Barcelona Jaume Asens.[239]
- Día 44, 14 de mayo: Declaran personas que participaron en el 20-S y en el 1-O, entre ellas la filósofa Marina Garcés.[240][241] También declaran los exmiembros de la mesa del Parlamento Anna Simó y Lluís Corominas.[242]
- Día 45, 22 de mayo: Declaran los últimos testigos de las defensas y los primeros peritos.[243][244]
- Día 46, 23 de mayo: Declaran peritos de las acusaciones y de las defensas que discrepan entre sí.[245]
- Día 47, 27 de mayo: Las acusaciones y las defensas presentan el listado de las pruebas que quieren que valore el tribunal.[246]
- Día 48, 28 de mayo: Se presentan las primeras pruebas: vídeos del 20-S y del 1-O.[247][248]
- Día 49, 29 de mayo: Tras el visionado de los vídeos propuestos por las defensas, las acusaciones elevan a definitivas sus conclusiones provisionales. La Fiscalía mantiene la acusación de rebelión.[249][250]

#### Junio
- Día 50, 4 de junio: Las acusaciones exponen los informes sobre sus conclusiones definitivas.[251][252]
- Día 51, 11 de junio: Las defensas exponen los informes sobre sus conclusiones definitivas y rebaten los informes de las acusaciones.[253][254][255]
- Día 52, 12 de junio: Las defensas acaban de exponer los informes sobre sus conclusiones definitivas y los acusados hacen uso de su derecho a la última palabra. Finalmente el presidente del tribunal declara el juicio visto para sentencia.[256][257]

## Sentencia
El lunes 14 de octubre de 2019 se dio a conocer la sentencia firme, en la que se condenó a penas de entre nueve y trece años de prisión a los enjuiciados por delitos de sedición, malversación de caudales públicos y desobediencia, descartando la rebelión propugnada por la fiscalía y la acusación de Vox.
| Meritxell Borràs | Desobediencia           | Diez meses de multa de doscientos euros diarios y un año y ocho meses de inhabilitación especial |
| Dolors Bassa     | Sedición y malversación | Doce años de prisión e inhabilitación absoluta                                                   |
| Jordi Cuixart    | Sedición                | Nueve años de prisión e inhabilitación absoluta                                                  |
| Carme Forcadell  | Sedición                | Once años y seis meses de prisión e inhabilitación absoluta                                      |
| Joaquim Forn     | Sedición                | Diez años y seis meses de prisión e inhabilitación absoluta                                      |
| Oriol Junqueras  | Sedición y malversación | Trece años de prisión e inhabilitación absoluta                                                  |
| Carles Mundó     | Desobediencia           | Diez meses de multa de doscientos euros diarios y un año y ocho meses de inhabilitación especial |
| Raül Romeva      | Sedición y malversación | Doce años de prisión e inhabilitación absoluta                                                   |
| Josep Rull       | Sedición                | Diez años y seis meses de prisión e inhabilitación absoluta                                      |
| Jordi Sànchez    | Sedición                | Nueve años de prisión e inhabilitación absoluta                                                  |
| Jordi Turull     | Sedición y malversación | Doce años de prisión e inhabilitación absoluta                                                   |
| Santi Vila       | Desobediencia           | Diez meses de multa de doscientos euros diarios y un año y ocho meses de inhabilitación especial |

## Reacciones

### Reacciones al procesamiento de los acusados

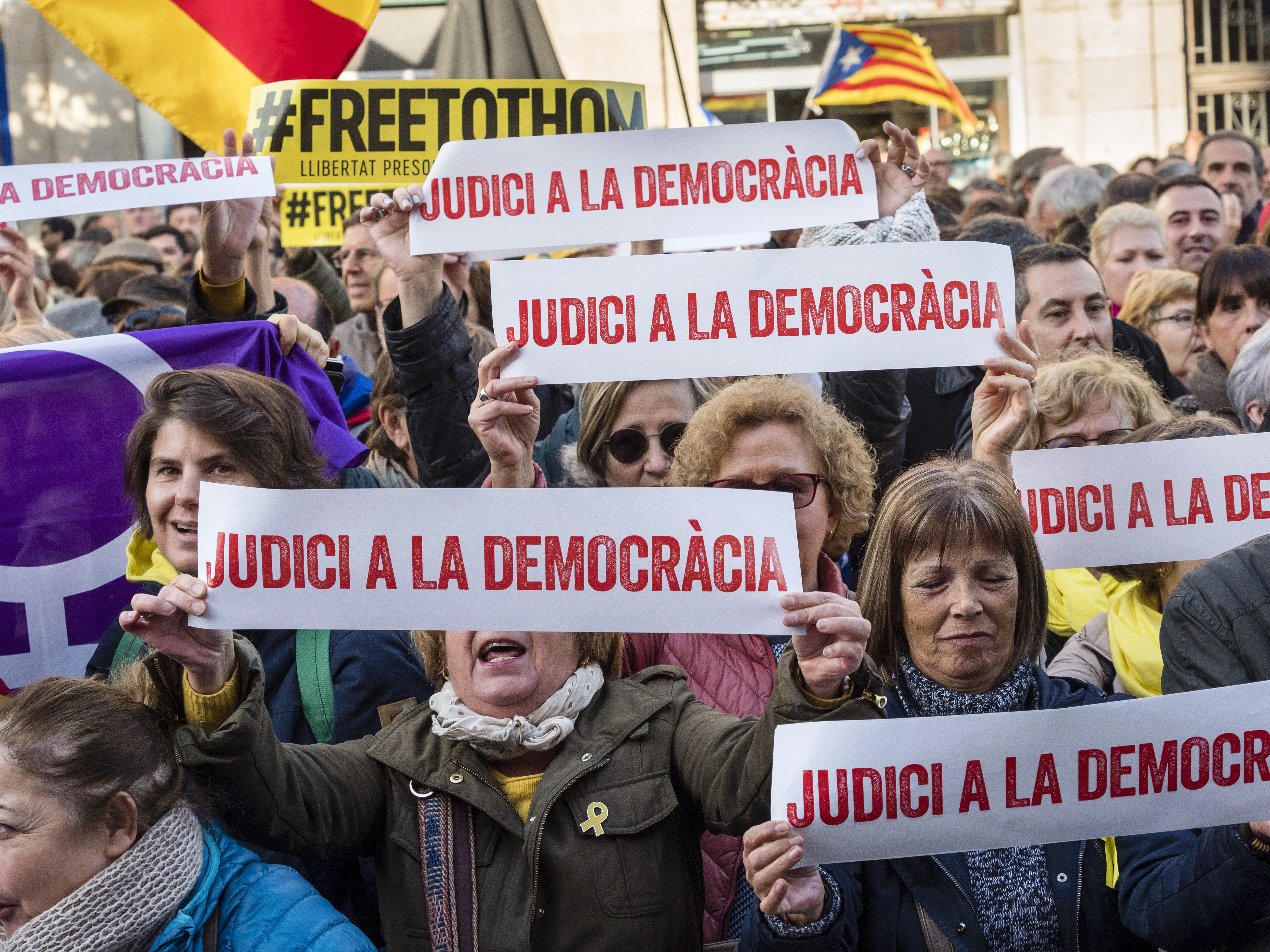
Pancartas contra el juicio en una manifestación del 21 de diciembre de 2018

El 15 de octubre de 2018 Amnistía Internacional pidió la libertad inmediata para los Jordis, afirmando que encontraba injustificado el mantenimiento de la prisión provisional y la consideraba una restricción excesiva y desproporcionada de sus derechos a la libertad de expresión y de reunión pacífica. En noviembre del mismo año anunció, en una carta dirigida a los Jordis por parte de su director en Europa Fotis Filippou, que supervisaría el juicio por “para analizar si las garantías de un juicio justo se cumplen”. Días antes del inicio del juicio, Amnistía Internacional pidió al Tribunal que se dejara un espacio a los observadores de su organización para que pudieran evaluar que se cumplen las garantías de un juicio justo.
El 21 de noviembre más de 120 catedráticos y profesores de derecho publicaron una carta en el diario digital Eldiario.es donde afirmaban que, ni los actos del 20 de septiembre ni del 1 y 3 de octubre de 2017, incluyeron la violencia que requiere el delito de rebelión.
Un grupo de eurodiputados declararon que querían asistir como observadores del juicio.
El 22 de noviembre la Organización Mundial contra la Tortura exigió en una carta abierta dirigida al gobierno español, la fiscal general y al defensor del pueblo la puesta en libertad inmediatamente de Jordi Sànchez y Jordi Cuixart. La misma organización recordaba que ya había pedido la liberación en varias ocasiones, sin éxito. Esta organización está financiada ampliamente por la Generalidad de Cataluña; en 2017 recibieron subvenciones de la Generalidad por valor de 130.356 euros (70,49% del total), acumulado desde 2014 = 408.009 euros, según la información de la misma entidad.
A finales de noviembre la asociación American Political Science Association (APSA), que representa más de 10 000 profesores universitarios americanos, mandó una carta al presidente del Gobierno Pedro Sánchez en la que pedía «poner fin a la intimidación» a los cinco exsíndicos de la Sindicatura Electoral del 1 de octubre. Por las mismas fechas la asociación de más de 2000 profesores de Ciencia política Political Science Association (PSA) del Reino Unido emitió un comunicado denunciando la situación de los exsíndicos.
Más de 500 parlamentarios y exparlamentarios de 25 países firmaron un manifiesto pidiendo la puesta en libertad de Carme Forcadell. Entre estos firmantes había 35 eurodiputados y los presidentes de parlamento de Flandes, Córcega, Islas Feroe y País Vasco. Esta iniciativa la promovieron los expresidentes del parlamento Ernest Benach, Núria de Gispert y Joan Rigol.
El 16 de enero de 2018 los expresidentes del Parlamento y de la Generalidad junto con el Defensor del pueblo y a su ruego firmaron un comunicado dirigido al Tribunal porque se consideraran medidas alternativas en la prisión preventiva durante la celebración del juicio. Argumentaban que esta medida afectaría al derecho de defensa de los acusados por las condiciones de los traslados y de espera en calabozos.
El 21 de enero el PEN Club International presentó un manifiesto firmado por 148 miembros del PEN de 100 países del mundo donde se denunciaba los «cargos desproporcionados de sedición y rebelión» contra los Jordis. La Consejería de Presidencia de la Generalidad financia al PEN catalán con 60.000 euros anuales de subvención. La entidad ha recibido en el periodo 2013-2017 300.000 euros públicos de la Generalidad a través de adjudicaciones «excluidas de pública concurrencia».
A finales de 2018 un grupo de organizaciones de defensa de los derechos humanos, entre las que se encontraban Irídia, Institut de Drets Humans de Catalunya y NOVACT, seis asociaciones catalanas vinculadas al independentismo, impulsaron la plataforma ‘International Trial Watch’ para gestionar y facilitar la presencia de observadores nacionales e internacionales en el juicio, con el objetivo de redactar informes en que se determinara si se habían respetado la imparcialidad y la independencia del tribunal y los derechos humanos de los acusados. Algunos de los observadores internacionales del procés han sido contratados por ‘International Trial Watch’. 
En mayo de 2019 el Grupo de Trabajo sobre Detención Arbitraria de las Naciones Unidas consideró arbitrarias las detenciones de tres de los encausados del procés en prisión preventiva: el exvicepresident de la Generalidad Oriol Junqueras, el exdirigente de la asociación ANC Jordi Sànchez y el responsable de Òmnium Cultural, Jordi Cuixart.
Las Naciones Unidas, tras el fallo del Supremo, no han emitido ningún pronunciamiento oficial sobre el juicio a pesar de las noticias difundidas por los medios de comunicación vinculados al independentismo.
La Generalidad de Cataluña ha subvencionado muchas de las entidades internacionales anteriormente citadas, que posteriormente han emitido valoraciones críticas con el juicio del procés. Asimismo los observadores internacionales del referéndum del 1-0 fueron ampliamente financiados por diversas entidades de la Generalidad con contratos fraudulentos. Un informe del Tribunal de Cuentas publicado en marzo pasado señalaba que entre 2011 y 2017 la Generalidad había invertido 417 millones de euros de caudales públicos para esos fines.
Huelga de hambre
El 1 de diciembre de 2018, Jordi Sànchez y Jordi Turull anunciaron que empezaban una huelga de hambre para protestar por las trabas del Tribunal Constitucional a sus recursos de amparo para que no puedan seguir hacia el Tribunal Europeo de Derechos Humanos. En el momento de empezar la huelga, el Tribunal Constitucional tenía ocho recursos admitidos sin pronunciamiento, el primero presentado el 22 de noviembre del año anterior. Según la ley de enjuiciamiento criminal, estos recursos se tendrían que haber resuelto en un plazo máximo de 30 días.
El 3 de diciembre Josep Rull y Joaquim Forn anunciaron que al día siguiente se sumarían a la huelga de hambre.
El 19 de diciembre todos los expresidentes de la Generalidad y del Parlamento Catalán y el Síndic de Greuges (Defensor del Pueblo en Cataluña) pidieron a los políticos en huelga de hambre en una carta que pararan la protesta. Argumentaban que la huelga de hambre ya había dado visibilidad a la situación de los presos y que ponía en peligro su vida.
El 20 de diciembre, los presos anunciaron que dejaban la huelga de hambre, puesto que la protesta «ha despertado al Tribunal Constitucional», dado que el tribunal ya había puesto calendario a la resolución de los recursos presentados.

### Reacciones a la sentencia

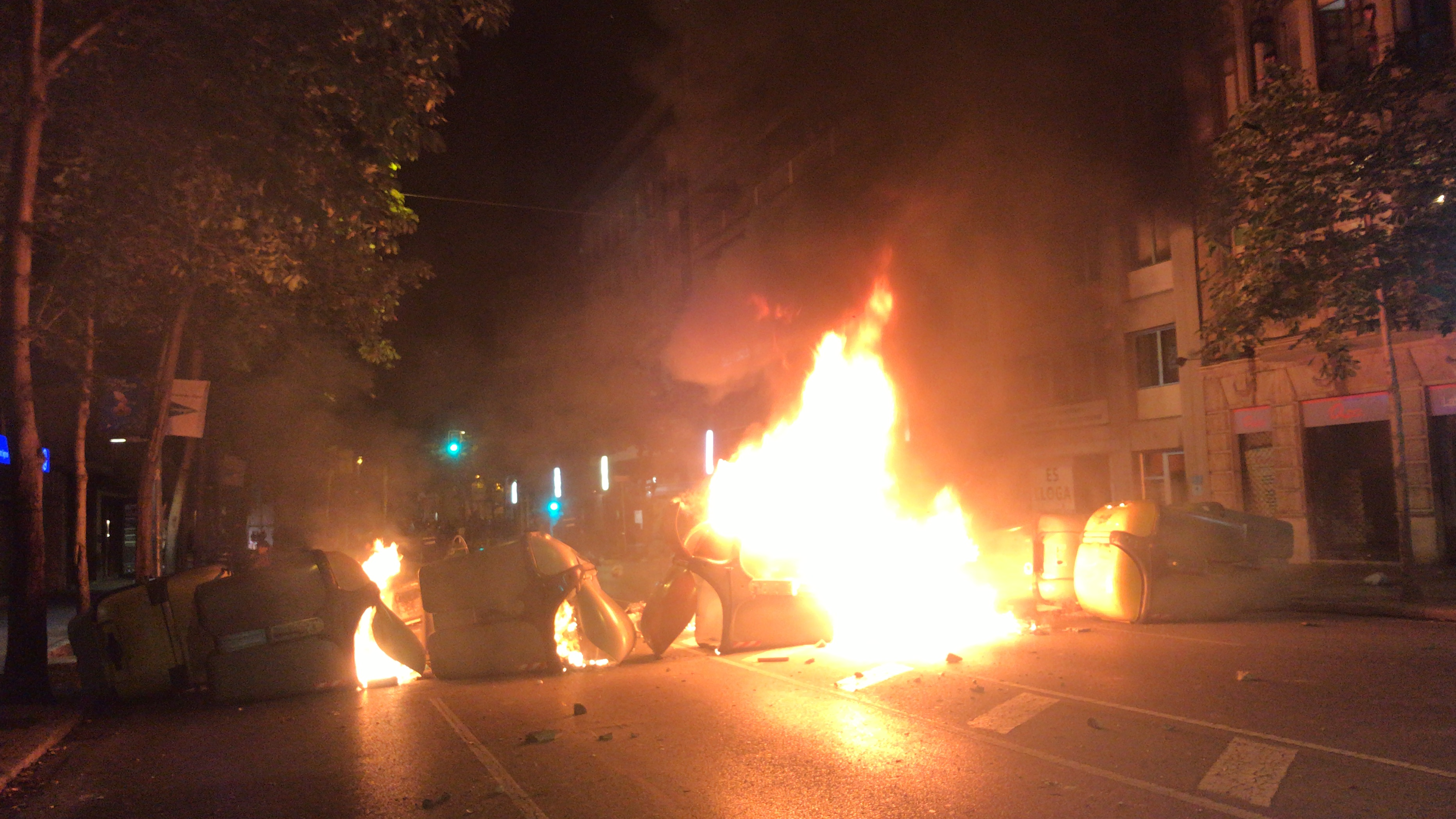
Una barricada ardiendo. Durante toda la semana hubo importantes protestas, disturbios y saqueos en los municipios catalanes más poblados.

El mismo día en que se dio a conocer la sentencia, el 14 de octubre de 2019, se produjeron concentraciones y manifestaciones de protesta por toda Cataluña y cortes de carreteras y de vías férreas. El hecho más relevante fue el bloqueo de los accesos al aeropuerto de Barcelona que obligó a cancelar más de 100 vuelos. Las noches del 15 y 16 se produjeron graves disturbios en Barcelona y en otras ciudades catalanas protagonizados por grupos independentistas violentos, en los que hubo cargas policiales e incendios y se levantaron barricadas.
Los actos de violencia fueron alentados por el presidente catalán Quim Torra ("Apreteu, apreteu", un mensaje dirigido a los CDR y solo en la madrugada del día 17, tras dos noches de disturbios, hizo una declaración institucional en la que afirmó que "siempre hemos condenado y condenaremos la violencia", aunque atribuyó los altercados a "infiltrados". Los disturbios en Barcelona continuaron durante la noche del 17 de octubre.
El viernes 18 de octubre hubo huelga general en Cataluña, con un seguimiento desigual entre la población y más secundado por los estudiantes, y una masiva concentración en el centro de Barcelona donde confluyeron las Marxes per la Llibertat que habían salido de cinco ciudades catalanas diferentes dos días antes provocando cortes de carreteras, autovías y autopistas. Fue la cifra más baja de las grandes manifestaciones soberanistas de los últimos ocho años. Por la tarde y por la noche se volvieron a reproducir los graves disturbios de los tres días anteriores.
El 27 de octubre se convocó en Barcelona una manifestación por entidades constitucionalistas, Sociedad Civil Catalana (SCC) con la adhesión de PSOE, PP y Ciudadanos que tuvo un seguimiento masivo y ocupó todo el centro de Barcelona.

## Indultos
El 22 de junio de 2021 el Gobierno de coalición PSOE-Unidas Podemos presidido por Pedro Sánchez indultó a todos los condenados. Los nueve que estaban en prisión salieron de la cárcel al día siguiente. El Partido Popular, Vox y varios diputados de Ciudadanos interpusieron sendos recursos contra el indulto ante la sección quinta de la Sala de lo Contenciosos; recursos que fueron rechazados por el Tribunal Supremo en enero de 2022. En mayo del mismo año el Tribunal Supremo revirtió su decisión inicial de desestimar los recursos al indulto, admitiéndolos a trámite.